# Ross Campbell
Ross Campbell (ur. 3 lipca 1987 w Edynburgu) – szkocki piłkarz grający na pozycji napastnika.
Zawodową karierę rozpoczynał w Hibernian, w barwach którego zadebiutował 15 stycznia 2007 w wygranym 2:0 ligowym meczu przeciwko Kilmarnock.
W reprezentacji Szkocji U-20 zadebiutował 27 marca 2007, strzelając w swoim pierwszym meczu dwie bramki przeciwko reprezentacji Kanady U-20, dzięki którym Szkocja wygrała 2:1
Campbell został powołany na Mistrzostwa Świata U-20 w Piłce Nożnej 2007 rozgrywanych w Kanadzie. W pierwszym meczu grupowym, strzelił w 82 minucie bramkę w przegranym 1:3 spotkaniu przeciwko reprezentacji Japonii U-20.
W latach 2007–2008 rozegrał 6 meczów dla reprezentacji Szkocji do lat 21. W 2008 roku przebywał na wypożyczeniu w Dunfermline Athletic, a w 2009 roku odszedł do klubu Östersunds FK.